# NGC 2692
NGC 2692 é uma galáxia espiral barrada (SBab) localizada na direcção da constelação de Ursa Major. Possui uma declinação de +52° 03' 57" e uma ascensão recta de 8 horas, 56 minutos e 57,8 segundos.
A galáxia NGC 2692 foi descoberta em 17 de Março de 1790 por William Herschel.